# Індо-Малезійське підцарство

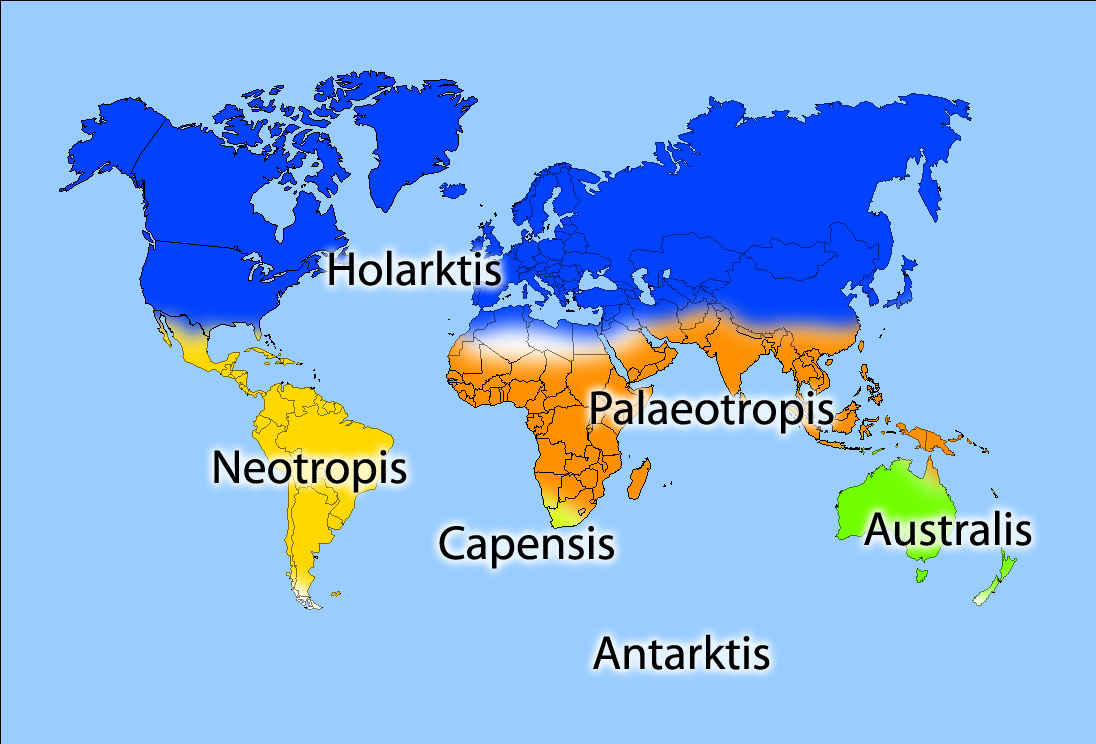
Карта флористичного районування

Індо-Малезійське підцарство — підцарство у флористичному районуванні в біогеографії і екології. Частина Палеотропічного флористичного царства. Займає півострови Індостан, Індокитай, острови Малайського архіпелагу, Нову Гвінею, острови Фіджі. На території підцарства переважають вологі тропічні ліси, інакше — екваторіальні, або  гілеї. Клімат — екваторіальний, субекваторіальний, тропічний. Тут або відсутня зміна сезонів, або виділяється два сезони — сухий і вологий. Температура повітря висока увесь рік.
При великій роздробленості території І. М.п. для його флори характерні багато спільних елементів різного таксономічного рангу. Характерний високий ендемізм, — 11 ендемічних родин, велике число ендемічних родів і видів. Згідно з сучасними даними, тут зосереджена найдревніша на Землі флора квіткових рослин.
У складі підцарства виділяються:
- Індійська область
- Малезійська область
- Індокитайська область
- Папуаська область
- Фіджійська область